# Unité urbaine de Gretz-Armainvilliers
L'unité urbaine de Gretz-Armainvilliers est une unité urbaine française centrée sur la commune de Tournan-en-Brie, dans le département français de Seine-et-Marne en Île-de-France.

## Données générales
Dans le zonage réalisé par l'Insee en 2010, l'unité urbaine était composée de deux communes.
Dans le nouveau zonage réalisé en 2020, elle est composée des deux mêmes communes.
En 2022, avec 17 006 habitants, elle représente la 10e unité urbaine du département de la Seine-et-Marne et occupe le 17e rang dans la région Île-de-France.
En 2020, sa densité de population s'élève à 582 hab/km2. Par sa superficie, elle représente 0,5 % du territoire départemental et, par sa population, elle regroupe 1,18 % de la population du département de la Seine-et-Marne.

## Composition de l'unité urbaine en 2020
Elle est composée des deux communes suivantes :
| Nom                            | Code Insee | Département    | Statut       | Superficie (km2) | Population (dernière pop. légale) | Densité (hab./km2) | Modifier                                    |
| ------------------------------ | ---------- | -------------- | ------------ | ---------------- | --------------------------------- | ------------------ | ------------------------------------------- |
| Tournan-en-Brie (ville-centre) | 77470      | Seine-et-Marne | ville-centre | 15,47            | 8 324 (2022)                      | 538                | modifier les données · modifier les données |
| Gretz-Armainvilliers           | 77215      | Seine-et-Marne | banlieue     | 13,51            | 8 682 (2022)                      | 643                | modifier les données · modifier les données |

## Évolution démographique
| 1968  | 1975   | 1982   | 1990   | 1999   | 2009   | 2014   | 2020   |
| ----- | ------ | ------ | ------ | ------ | ------ | ------ | ------ |
| 7 989 | 12 165 | 12 056 | 12 774 | 15 158 | 16 041 | 17 208 | 16 888 |

#### Données générales
- Unité urbaine
- Aire d'attraction d'une ville
- Aire urbaine (France)
- Liste des unités urbaines de France

#### Données démographiques en rapport avec l'unité urbaine de Gretz-Armainvilliers
- Aire d'attraction de Paris
- Arrondissement de Torcy

#### Données démographiques en rapport avec la Seine-et-Marne
- Démographie de Seine-et-Marne